# Mauro Silveira
Mauro Santiago Silveira Lacuesta (Colonia del Sacramento, 6 maggio 2000) è un calciatore uruguaiano, portiere del Montevideo Wanderers.

## Carriera

### Club
Cresciuto nel settore giovanile del Montevideo Wanderers, ha esordito il 6 maggio 2018 in occasione del match di campionato perso 2-1 contro il Liverpool (M).

### Nazionale
Ha giocato nella nazionale uruguaiana Under-17.
Ha partecipato ai Mondiali Under-20 del 2019.